# フェラーリ (映画)
『フェラーリ』（英: Ferrari）は、2023年のアメリカ合衆国の伝記映画。監督はマイケル・マン、主演はアダム・ドライバーが務め、自動車メーカー「フェラーリ」の創業者エンツォ・フェラーリの1957年夏の出来事を描く。
全米での劇場公開はネオン配給で2023年12月25日。

## ストーリー

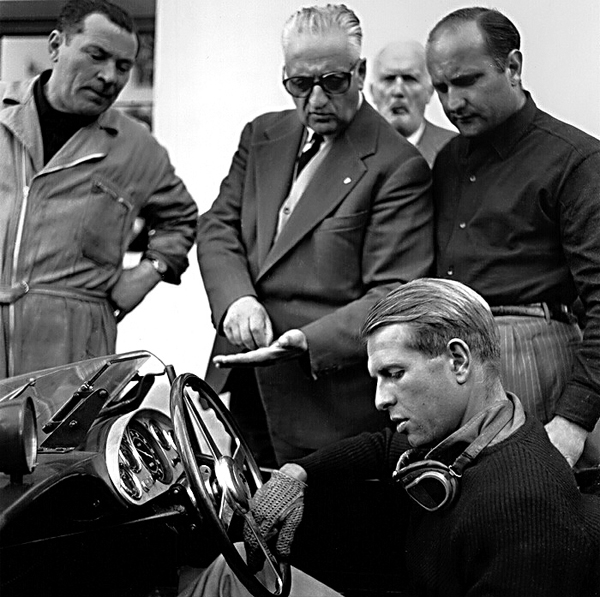
ミッレミリア1957にて、レース開始前にピーター・コリンズ（車内）と言葉を交わすエンツォ・フェラーリ（中央）

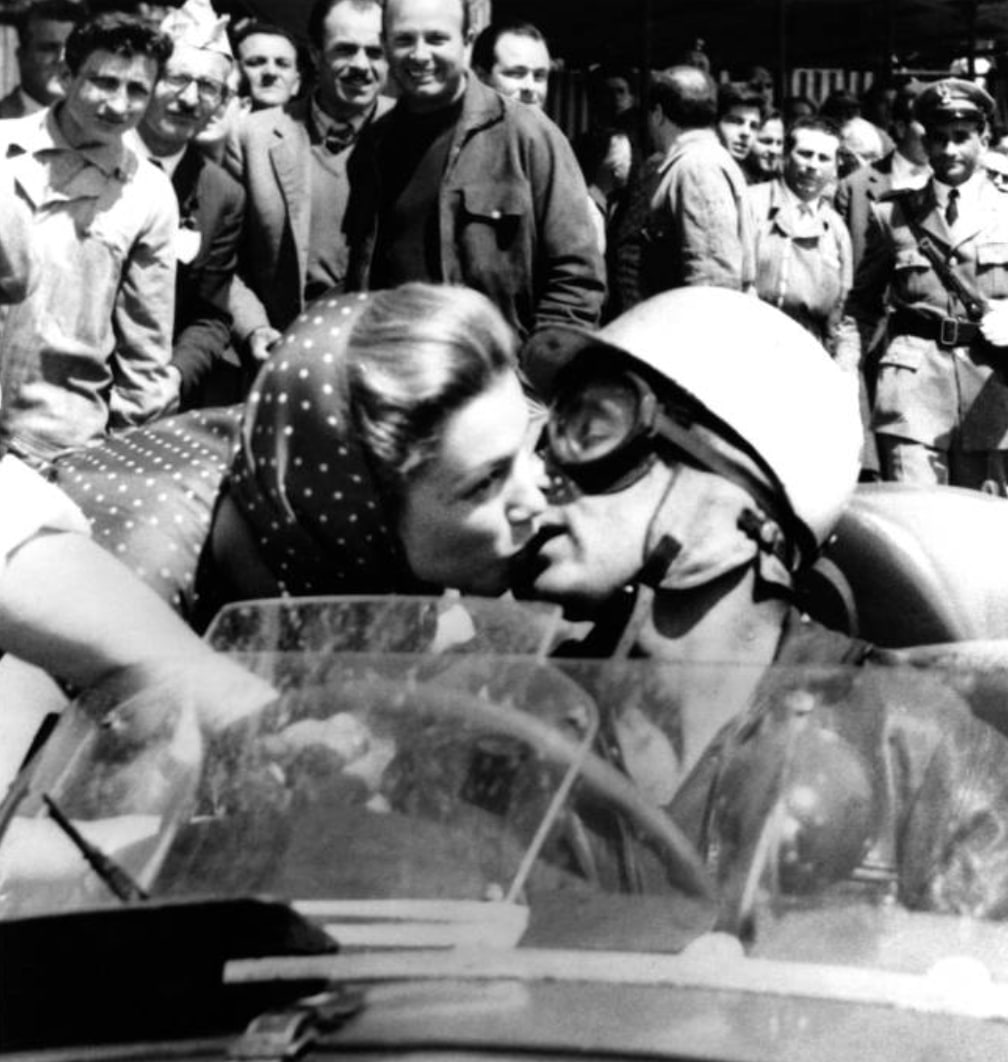
ミッレミリア1957にて、レース開始前にアルフォンソ・デ・ポルターゴ（右）と口づけを交わすリンダ・クリスチャン（左）

1947年にフェラーリ社を設立してから10年、彼のマシーンがローマ・グランプリで優勝して以来、世界のレーサーがシートを争う名チームを育成し、地元の名士になっていたエンツォ・フェラーリだが、会社は倒産の危機にあった。前年に息子ディーノを難病で失うという不幸もあって、妻で会社の共同経営社ラウラとの関係も冷え切っており、彼の心を癒すのは密かに愛する女性リナと12歳の息子ピエロとのひと時だった。だがそんなエンツォの秘密もラウラの知るところとなる。　
資産豊富なフィアットやフォードからの買収工作、私生活のトラブルによってエンツォは全てを失ってしまうという危機感を持つ。そんな時、彼は社運を賭けて、イタリア全土を縦断する公道レース"ミッレミリア"に参戦することを決める。ポルターゴ、コリンズ、タルッフィと行った情熱的なレーサーたちによってチームが編成され、ついにレースがスタート。だが思いもかけない事態がチームを待ち受けていた。

## 登場人物
エンツォ・フェラーリ
59歳となったイタリア自動車界のレジェンド。破産寸前のフェラーリ社の起死回生を狙う。
ラウラ・フェラーリ
長男ディーノの死で悲嘆に暮れるエンツォの妻。冷え切った関係になった夫の秘密を知る。
リナ・ラルディ
エンツォが愛する女性。12歳の息子ピエロはエンツォの子として認知されず悩んでいる。
アルフォンソ・デ・ポルターゴ
公道レース"ミッレミリア"にエンツォのチームで参加する若手ドライバー。
ピエロ・タルッフィ
コリンズ、ポルターゴと共にフェラーリ・チームに参加するベテランレーサー。
リンダ・クリスチャン
ポルターゴと交際している女優。俳優タイロン・パワーの元妻。

## キャスト
| 役名                         | 出演                         | 日本語吹替 | 配役                             |
| ---------------------------- | ---------------------------- | ---------- | -------------------------------- |
| エンツォ・フェラーリ         | アダム・ドライバー           | 山寺宏一   | フェラーリ社の社長               |
| ラウラ・フェラーリ           | ペネロペ・クルス             | 高橋理恵子 | エンツォの妻、共同経営者         |
| リナ・ラルディ               | シェイリーン・ウッドリー     | 佐古真弓   | エンツォの愛人                   |
| ピエロ・ラルディ             | ジョゼッペ・フェスティネーゼ |            | リナとエンツォの子               |
| アダルジーザ・フェラーリ     | ダニエラ・ピッペルノ         |            | エンツォの母親                   |
| ピーター・コリンズ           | ジャック・オコンネル         | 前堂友昭   | フェラーリのドライバー           |
| ピエロ・タルッフィ           | パトリック・デンプシー       | 平林剛     | フェラーリのドライバー           |
| アルフォンソ・デ・ポルターゴ | ガブリエル・レオーネ         | 田所陽向   | フェラーリのドライバー           |
| エウジェニオ・カステロッティ | マリーノ・フランキッティ     |            | フェラーリのドライバー           |
| スターリング・モス           | ベン・コリンズ               |            | マセラティのドライバー           |
| リンダ・クリスチャン         | サラ・ガドン                 | 木村香央里 | ポルターゴの恋人                 |
| セシリア・マンツィーニ       | ヴァレンティーナ・ベル       |            | カステロッテイの恋人             |
| セルジオ・スカリエッティ     | リノ・ムゼッラ               |            | フェラーリ社と提携するデザイナー |
| カルロ・キティ               | ミケーレ・サヴォイア         |            | フェラーリ社のエンジニア         |
| ジャンニ・アニェッリ         | トンマーゾ・バシリ           |            | フィアット社の次期社長           |
| エドモンド・ネルソン         | エリック・ハウゲン           |            | ポルターゴのナビゲーター         |
| ジャコモ・クォギ             | ジュゼッペ・ボニファーティ   | 日野出清   | エンツォのマネージャー           |
| ジノ・ランカーティ           | アンドレア・ドレンテ         |            | ジャーナリスト                   |
| －                           | マッシモ・ボットゥーラ       |            | ホテルのフロントマン             |

- 日本語吹替版その他出演：関口雄吾、山森信太郎、羽鳥佑、尾花糸名子、山本満太、菊池通武、松田裕市、早川毅、及川いぞう、塩田宙

- 日本語吹替版制作スタッフ 演出：清水洋史、翻訳：高木美和、録音・調整：吉田佳代子／安田遥紀、制作：キノフィルムズ／木下グループ／東北新社

## 製作
この映画はフェラーリ愛好家であるマイケル・マンが長年にわたって製作を検討していた企画で、1993年からシドニー・ポラックと内容について話し合っていた。2015年8月、クリスチャン・ベールがエンツォ役で出演交渉に入った。撮影は2016年夏にイタリアで開始される予定だった。 2015年10月、パラマウント・ピクチャーズがこの映画の世界配給権を購入した。ベールは2016年1月、製作開始前に役柄として必要な体重を満たせないことを理由に、出演を辞退した。プロジェクトは2017年4月まで停滞し、パラマウントが配給権を手放し、ヒュー・ジャックマンがエンツォを演じるために交渉に入り、ノオミ・ラパスが彼の妻を演じることになった。プロジェクトは再び2020年6月まで休止した。マンとジャックマンは交渉を続け、ラパスは関与しなくなり、STXエンターテインメントが国際配給を引き継いだ。撮影は2021年4月に開始される予定だった。
2022年2月、ジャックマンはこの映画から辞退し、アダム・ドライバーがエンツォ役で出演することになった。ペネロペ・クルスとシェイリーン・ウッドリーもキャストに加わった。同時にSTXは国内配給権も獲得し、劇場公開が予定されていた。7月には、ガブリエル・レオーネ、サラ・ガドン、ジャック・オコンネル、パトリック・デンプシーがキャストに追加された。2022年4月にプリプロダクションが開始され、当初は7月にモデナで撮影が開始される予定だった。2022年8月17日、マンは自身のTwitterに撮影現場での彼の画像を添えて、イタリア語で「Pronti, via」（よーい、始め）というシンプルなキャプションを投稿し、主要撮影が始まったことを明らかにした。モデナを中心に、マラネッロ、ブレシア、レッジョ・エミリア、フィオラーノ・モデネーゼ、ノヴェッラーラなどで撮影が行われ、2022年10月下旬にモデナで撮影を終了した。

## 公開
2022年10月にファーストルックが公開され、2枚の写真が掲載された。2023年8月30日には初映像となるティザー予告編が公開された。翌日の8月31日、劇場公開に先駆け、第80回ヴェネツィア国際映画祭でコンペティション部門出品作品としてプレミア上映された。また、同年10月15日に第61回ニューヨーク映画祭で閉幕作品として上映された。当初、アメリカではSTXフィルムズによって公開される予定だったが、A24やその他スタジオ、配信会社と争奪戦の末、2023年7月、ネオンが北米配給権を獲得した。2023年12月25日にアメリカで劇場公開された。

## 登場する車

### レプリカ車の製作
登場するレースカーたちは現代の相場で数億〜数十億円を超える希少車のため、映画のために9台のレプリカ車を製作した。製作したのはフェラーリ801が2台、フェラーリ355Sが3台、フェラーリ315Sが2台、マセラティ250Sが2台で、うち5台がFRPボディ、4台がアルミボディだった。
ベースとなったのはケーターハム620で、イギリスのニール・レイトンがチューブラーフレームと駆動系を再設計し改造を施した。
ボディの設計はフェラーリ社から提供された資料のほか、コレクターが所有する実車を3Dスキャニングさせてもらい設計図を起こした。ただ801はフェラーリ博物館にある1台しか現存しておらず、フェラーリ社はその801の使用を渋ったため1/18のミニチュア模型をネットオークションで購入し3Dスキャンして原寸大に拡大した。すると801のボディはケーターハム620のスーパーチャージャーユニットに干渉することが判明。直ちに自然吸気のケーターハム420Rの中古車をインターネットで探し、FRPとアルミの2台を15日間で完成させた。
FRPボディは「バットマン」シリーズのタンブラーや近年の「007」シリーズのアストンマーティンなどを手掛けたイギリスの「オートアクションデベロップメント」が担当し、12人のスタッフが5ヶ月間をかけて製作した。
アルミボディはモデナで最も古い70年の歴史を持つ「カンパーナ」に依頼し、板金職人が昔ながらの技法でアルミ板を叩いて作り上げた。わざわざアルミボディにしたのは、衝突したりボディが擦れたりしたときの本物のダメージを見せるためのマン監督のこだわりであった。同社が映画関連の仕事を請け負ったのはこれが初めてだという。
塗装は全てイタリアンレッドで仕上げたが、マン監督はボディの反射が強いとカメラや俳優の演技に支障が出るかもしれないと考え、塗装の光沢をあえて20パーセントほど鈍くした。途中で315Sを一時的に黄色にする必要があり（ヨルダンのフセイン国王が購入する車体）、雨のシーンの撮影のあと数時間後には再び赤に戻さなくてはならないため、塗装ではなく黄色のラッピングフィルムで対応した。
これらの車は310馬力のスーパーチャージャー付2リッターの”フォード製”エンジンと、5速マニュアルまたは6速シーケンシャルの変速機を搭載する。通常の映画での車の走行シーンは、設定よりもはるかに遅い速度で撮影しカメラのブレや映像速度、効果音などでスピード感を演出するものだが、マイケル・マン監督は実際に時速160キロ(100マイル)以上での撮影を要求したため、安全性を考慮して5点式シートベルト、ロールバー、ディスクブレーキを装備した。シートベルトはレーシングスーツの内側に隠れるようにし、ブレーキはドラムブレーキに似せたカバーを被せた。ロールバーはCGIで処理している。
9台の製作費に600万ドルを要したが、イタリアでは新型コロナウィルスの流行により映画やドラマ制作に対して40％の税額控除をしており、本作では2,400万ドルの控除を受けられたため充当できた。

### クラッシュシーン
カステロッティが運転するフェラーリ801がテストコースからコースアウトするシーンは、「ザ・ヘリコプター」と呼ばれる巨大なカタパルトを使用し、車を回転させながら空中を40メートルも弾き飛ばした。
多数の見物人を巻き込んだデ・ポルターゴのクラッシュシーンは、綿密な調査分析を行い惨事を忠実に再現した。リモートコントロールで操縦する無人のフェラーリ335Sを時速100キロで走行させながら車台の下に取り付けた射出装置を解放すると、宙に浮き上がった車は回転しながら200メートル先の用水路に転がり落ちた。その際、道路の反対側の電柱に当たって見物人の方向に跳ね返されたという証言があり、そのシーンはVFXで再現している。

### ドライバー
俳優でプロのレーシングドライバーでもあるパトリック・デンプシーはピエロ・タルッフィに似せて髪を白く染めた。このメイクとヘルメットのせいで後頭部の髪の毛が抜け落ちてしまい、かつらにしておけば良かったと後悔したという。彼はフェラーリ315S(レプリカ)を操縦したが、本物さながらのクラシックカーレースを満喫し撮影が終わってもなかなか車を降りようとしなかった。「彼を車から引きずり降ろすために缶切りが必要だったよ」とマイケル・マンはインタビューで周囲を笑わせた。
スターリング・モスを演じるのは、BBCの人気番組「トップギア」の覆面ドライバーの初代スティグとして知られるベン・コリンズである。他にもフォーミュラドリフトチャンピオンのサミュエル・ヒュビネット(オリヴィエ・ジャンドビアン役)、ル・マンなどで活躍するマリーノ・フランキッティ(エウジェニオ・カステロッティ役)、ゴーカートの元チャンピオンのブレット・スムルツ(マイク・ホーソーン役)、1960年代にF1やル・マンで活躍したロニー・バックナムの孫で新人レーサーのスペンサー・バックナムなどが参加した。
工場のシーンではフェラーリ・クラシケ部門から借りた本物のエンジンブロックが使われており、それらを調整するメカニック役にかつてニキ・ラウダやミハエル・シューマッハのチームにいた元フェラーリF1チーフメカニックが招待された。

### 音響効果
マイケル・マンは音響効果スタッフにリー・オルロフ、トニー・ランベルティ、バーナード・ワイザー、アンディ・ネルソンなどのベテラン技術者を招き入れた。
本物の走行音を収録するため、まずはインターネットでヴィンテージカーのコレクターを探した。1957年型フェラーリを所有するロサンゼルスの不動産投資家に相談したところ一時は興味を示したのだが、用途を説明すると、録音のためだけに2千万ドルの車を使う必要はないだろうと断られた。
フロリダ州ネイプルズにある自動車博物館「レヴス」は1955年型フェラーリ・ランチアD50（801の前身モデル)のエンジン音収録を快諾してくれたが、車を調べたところ1953年製の異なるエンジンに載せ替えられており断念した。だが博物館はイギリスの実業家(クラシックカーコレクターとしても有名)のアンソニー・バンフォード氏に連絡を取ってくれて、フェラーリ250GTOを使用させてもらえることになった。
また、マセラティ250Fを貸し出してくれたピンクフロイドのドラマー、ニック・メイソンも非常に協力的で、ボディの採寸と撮影だけでなくV8サウンドの収録にも快く応じてくれた。
録音はエンジンルームやテールパイプ、ギアシフト付近などに8〜9本のマイクを取り付けた。反響音は廃線になった鉄道のトンネル内を走らせて収録した。またランベルティは過去にジョージア(州ではなく旧グルジア共和国)で録音しておいた古い航空機のドアのラッチ音をギアチェンジなどにミックスし、本物の古い機械音を再現したという。

### 本物の車
レースシーン以外に登場する2台のマセラティ250Fは実物が使われており、うち1台はピンクフロイドのドラマーのニック・メイソンが所有する車両である。
背景に写る大衆車やトラック、オートバイなども博物館やコレクターから集めたもので、その台数は393台にのぼった。撮影現場まで自走するのを保険会社が認めなかったため333台のキャリアカーを調達して輸送した。

## 撮影場所
撮影はエンツォ・フェラーリが生まれ育ったモデナを中心に行われた。

### エンツォの自宅
- 屋外のシーンはエンツォの私邸があったラルゴ・ガリバルディ”Largo Garibaldi” で撮影が行われた[54]。 (44°38'37.16"N 10°55'55.95"E)

- 屋内のシーンはモデナから北へ25キロ、レッジョ・エミリアのサンピエトロ通り22番にある住宅を使用。当時のエンツォの経済状況を考慮し、制作スタッフは古風だが質素なインテリアを残す建物を使用した[55]。古い建物は個人の趣味で改装されたり宿泊施設などに使われることが多く、探し出すのに非常に苦労したという。

### リナ・ラウディの家
- モデナから南西へ18キロ、フェラーリの本拠地であるマラネッロに近いニラーノ通り沿いにある別荘が使われた[56]。 (44°30'24.04"N 10°49'53.97"E)

マイケル・マンは『両側に樹木が並ぶ細い登り坂。その先には屋敷があり窓から子供が坂道を眺めている』という構図を具体的に求めたため、スタッフは条件に合いそうな家があると挨拶に伺い、留守なら置き手紙をするなどして長い時間をかけてようやくこの場所を見付け出した。現地を訪れたマンは10秒も経たないうちに「完璧だ」と呟いたという。

### モデナの駅
- 冒頭に出てくる駅は、市街地の南側を通るローカル線の「モデナ・ピアッツァ・マンツォーニ駅」 ”Stazione di Piazza Manzoni”。国鉄駅と区別するため地元では”Stazione piccola”(小さい駅）と呼ばれる[59]。

- デ・ポルターゴがエンツォに話しかけるシーンは国鉄駅の正面。

### 墓地
- 「サンカタルド墓地」”The Monumental Cemetery of San Cataldo” のディーノの霊廟で撮影が行われた[60]。エンツォの墓も同じ場所にあるのでカモフラージュして映らないようにした。

デ・トマソの創業者であるアレハンドロ・デ・トマソもこの墓地に眠っている。

### 理髪店
- エンツォが毎朝髭を剃りに通った「ダ・アントニオ」が使われた。店内には昔の写真が飾られており当時を再現するのは容易だった[61]。

26年間エンツォの髭を剃ったマッシモ・デリアは2021年に79歳で亡くなっており、息子(現在の店主)のアレッサンドロがマッシモを演じた。

### テストコース
- トリノの東50キロに位置するモラーノ・スル・ポーの「モラーノ・ポー レース場」を使用した[63]。

1973年に開業しF3レースなどが行われたが、近隣住民の苦情が相次ぎ、2年もすると観客が半減したためわずか4年で閉鎖に追い込まれた。長年廃墟になっていたが、2022年にピエモンテ州に本社がある「DIMSPORT」が購入して40年ぶりに整備した。

### テストコースの近くにある教会
- モデナ旧市街の南東にある「サンピエトロ教会」”San Pietro Church”で撮影された。

### フェラーリの工場
- モデナ市街から北西3キロの工業地区、エミリア・オヴェスト通りとヴィト・ベーリング通りの角にある廃工場を使用。1960年代に建てられた工場で中庭には石畳が敷かれている。既存の鉄筋コンクリートとレンガの建物を大幅に改装し、木造で工場も建設した[66]。 (44°39'28.50"N 10°53'29.11"E)
- モデナにあるスタンゲッリーニ博物館は、この工場のシーンのために古い作業台や溶接機、工具類などを提供した[67]。

### 「椿姫」を鑑賞する劇場
- 劇場の外部は「ストーチ劇場」”Storchi Theater”。エンツォの私邸の隣にある。
- 劇場の内部は「パヴァロッティ・フレーニ市立劇場」”Pavarotti-Freni Theater”。

### ミッレミリアのレース
- レースのスタート地点はブレシア(北イタリア)の「ヴィットーリア広場」”piazza Vittoria”で撮影された。

- モデナ中心部の「グランデ広場」は通過点のヴェローナ、「ローマ広場」はローマとして市街地のコースを再現した。
- 夕方のスタートシーンはアルベルト・ブラーリア競技場の横の「モンテコジカ通り」にスロープのセットが組まれた。
- 山岳地帯を駆け抜ける壮大な風景はアブルッツォ州のカンポ・インペラトーレ”Campo Imperatore”[68]。500人のスタッフが1週間滞在して撮影を行なった。

- スターリング・モスのマセラティがリタイアするシーンは、マラネッロから5キロ東の丘陵地帯を通る県道41号線で撮影。(44°29'18.37"N 10°52'27.90"E）

### グイディッツォーロの事故現場
- 見物人を巻き込む大事故のシーンは、モデナから北西へ30キロのノヴェッラーラ郊外のデッラ・ヴィットリア通り”Strada della Vittoria”の直線道路を使用した。撮影のためにアスファルト舗装をやり直している。
- バーストの原因となるキャッツアイ(道路鋲)は、モデナにあるCRP Technology社が当時の資料を基に3Dプリンターで作成したもの[69]。柔らかなゴム状の素材が使われている。小道具の旧式のヘルメットも同社が製作した[70]。

### ホテル
- エントランスロビーのシーンはマイケル・マンらが宿泊していた4つ星ホテル「ファイ・カナルグランデ」”Phi Hotel Canalgrande”で撮影。エンツォに鍵を手渡すフロントマンは、モデナ出身で世界的に有名なシェフのマッシモ・ボットゥーラである。

- 客室のシーンは複数の一般住宅を借りて撮影している。

### 銀行
- イタリア銀行の旧本社ビル。現在は一般公開されていない。

## Blu-ray/DVD
株式会社ハピネットよりBlu-ray＆DVDが発売される。
- 『フェラーリ』Blu-ray (2024年12月20日発売)
- 『フェラーリ』DVD (2024年12月20日発売)